# Скарбошево (Великопольське воєводство)
Скарбошево (пол. Skarboszewo) — село в Польщі, у гміні Стшалково Слупецького повіту Великопольського воєводства.
Населення — 355 осіб (2011).

## Демографія
Демографічна структура станом на 31 березня 2011 року:
|          | Загалом | Допрацездатний вік | Працездатний вік | Постпрацездатний вік |
| -------- | ------- | ------------------ | ---------------- | -------------------- |
| Чоловіки | 174     | 39                 | 118              | 17                   |
| Жінки    | 181     | 32                 | 111              | 38                   |
| Разом    | 355     | 71                 | 229              | 55                   |